# 26e régiment de tirailleurs algériens
Le 26e Régiment de Tirailleurs Algériens est un régiment de tirailleurs de l'armée française.

## Création et différentes dénominations
- 1920: Création du 26e Régiment de Tirailleurs Algériens
- 1942: Dissolution

## Historique des garnisons, campagnes et batailles du26eTirailleurs Algériens

### Première Guerre mondiale

#### 1918
- Bataille de l'Ourcq (1918)
- Bataille de la Marne (1918)

## Inscriptions portées sur le drapeau du régiment
Il porte, cousues en lettres d'or dans ses plis, les inscriptions suivantes :
- L'Ourcq  1918
- La Marne 1918